# Fabien Matras
Pour les articles homonymes, voir Matras.
Fabien Matras, né le 12 septembre 1984 à Grenoble, est un homme politique français.

## Biographie
Fabien Matras est né à Grenoble le 12 septembre 1984. A 29 ans, il est élu maire de Flayosc, vice-président de la Communauté d'agglomération dracénoise et par ailleurs président de la Mission Locale Dracénie-Territoire Cœur du Var et du Comité consultatif départemental des sapeurs-pompiers volontaires du Var (CCDSPV). 
Professionnellement, il est enseignant à la Faculté de Droit de Toulon, essentiellement à Draguignan en Droit Public. 
Après avoir rejoint Emmanuel Macron à la création du mouvement En Marche, il est relais politique du candidat dans le Var pour les élections présidentielles. Il est député de la huitième circonscription du Var de 2017 à 2022, ayant battu le député sortant Olivier Audibert-Troin. Il est membre de La République en marche.
En 2018 Gérard Collomb alors ministre de l'Intérieur lui confie une mission ministérielle au sein du groupe de travail « mission ambition volontariat », il participe ainsi à la rédaction d’un rapport rendu au Ministre contenant 42 propositions pour renforcer le volontariat chez les Sapeurs Pompiers. Il est rapporteur, en 2019, pour une proposition de loi sur l'organisation des services d'incendie et de secours.
En 2018, il est co-rapporteur, avec Olivier Marleix, d'une mission d'information sur la déontologie des fonctionnaires et l'encadrement des conflits d'intérêts. Elle aboutit au rattachement de la commission de déontologie des fonctionnaires à la Haute autorité de déontologie de la vie publique, en 2019, par un amendement déposé par Fabien Matras dans le cadre du projet de loi sur la Fonction publique.
Il est auteur, avec Cécile Untermaier, d'un rapport sur la déontologie des officiers ministériels, qui débouche sur un projet de loi porté par Éric Dupond-Moretti.
Il est auteur de la proposition de loi sur la sécurité civile et le volontariat des sapeurs-pompiers, votée à l'unanimité du parlement et promulguée le 25 novembre 2021.